# Fenees
Fenees (Phaeneas, Φαινέας) fou un estrateg de la Lliga Etòlia.
Va exercir el càrrec el 198 aC i va estar present a la conferència entre Flaminí i Filip V de Macedònia al golf Malíac, quan es va destacar per la seva vehement oposició a les peticions del rei macedoni. El 197 aC es va unir a Flaminí amb el contingent etoli i va fer importants serveis en la campanya d'aquell any. Després de Cinoscèfals, Fenees va ofendre a Flaminí durant les negociacions de pau, quan exigia la restitució a Etòlia d'algunes ciutats de Tessàlia i aquest conflicte l'assenyala Polibi com la causa del posterior trencament entre etolis i romans.
El 192 aC fou estrateg altre cop i va afavorir a Antíoc III el Gran al que va introduir a l'assemblea etòlia de Làmia; en aquest cas fou part del partit moderat i es va oposar al més radical encapçalats per Toes (Thoas) que va imposar els seus punts de vista. Després de la batalla d'Heraclea (191 aC) els etolis van enviar a Fenees als romans, al capdavant d'una ambaixada, portant la submissió dels etolis a Mani Acili Glabrió I, però les exorbitants peticions d'aquest ho van fer impossible.
El 190 aC va tornar a anar com ambaixador, aquesta vegada a Roma, però pel camí fou capturat pels epirotes que van demanar rescat. Mentre l'arribada de Marc Fulvi va posar fi a tota esperança de pau, encara que Fenees fou alliberat. El 189 aC, durant el setge d'Ambràcia, els etolis van fer un nou intent de pau i Fenees i Damòteles d'Etòlia foren enviats al cònsol romà amb poders per signar la pau, i amb el suport d'atenencs i rodis van aconseguir el favor de Gai Valeri Leví, més tard cònsol, i se'ls va atorgar més moderades condicions de rendició. Fenees va anar llavors a Roma per ratificar el tractat, que el senat va concedir.